# Asura peripherica
Asura peripherica là một loài bướm đêm thuộc phân họ Arctiinae, họ Erebidae.